# Rezgő sás
A rezgő sás (Carex brizoides) hazánkban nyugat-dunántúli elterjedésű sásfajta, amely sűrűn nő és vékony szálakkal rendelkezik, amelyek, ha fújja őket a szél, rezegnek.

## Jellemzői
Laza gyepet alkotó, évelő, hosszú tarackkal rendelkező növény, magassága 20–50 cm. Szára vékony, puha, három éllel rendelkezik, csak a virágzat alatti részen érdes felületű. Levéllemeze 1,5–3 mm széles, puha, gyakran lekonyul vagy visszahajlik, szélei kissé érdesek. Tőlevélhüvelye barna színű. Virágzás idején a levél hosszabb a szárnál. Májusban, júniusban virágzik. Füzérvirágzata van, a laza virágzat 3–6 füzérkéből áll, amelyek a virágzati tengelyen egymáshoz közel állnak, keskenyek, alakjuk lándzsás, kissé görbült, viszont érés idején visszás-tojásdad alakúvá válnak. A porzós virágok az alapi résznél helyezkednek el, míg a termősök a csúcsukon. Pelyvái halványbarnák vagy sárgásfehérek, ormójuk zöld. Tömlője 3 mm hosszú, lándzsás, tövétől kezdve szárnyas élű, erezete vörösbarna–zöld. Az alapi részből a csőr hirtelen hegyesedik ki. Két bibéje van. Termése igen kicsi, barna, lapos-tojásdad alakú.

## Előfordulás
Közép-Európában él, hegyvidéki és síksági területeken egyaránt. Mészkerülő, a vizenyős, humuszos, tömött agyag- és öntéstalajokat kedveli. Leginkább gyertyános, tölgyes és bükkös erdőkben, illetve kőrisligetekben fordul elő. Gyakran állományképző tömegben fordul elő erdei vágásokban, erdők szélén és erdei patakok mentén.